# Bebelis cuprina
Bebelis cuprina là một loài bọ cánh cứng trong họ Cerambycidae.